# Afgebroken start
Een afgebroken start (in luchtvaartjargon aangeduid met Rejected Take-Off of RTO) is de situatie waarin is besloten om het opstijgen van een vliegtuig af te breken. Er kunnen vele redenen zijn voor de beslissing om een start af te breken, maar ze zijn meestal te wijten aan een vermeende of werkelijke technische storing, bijvoorbeeld een motorstoring.
Het besluit om een start af te breken wordt normaal gesproken alleen genomen wanneer het vliegtuig een snelheid heeft lager dan V1, een snelheid die voor grotere meermotorige vliegtuigen wordt berekend voor elke vlucht.  De V-snelheden waaronder V1 zijn onder andere afhankelijk van het gewicht van het vliegtuig en van de lengte van de startbaan. Bij het afbreken van een start lager dan de beslissingssnelheid (V1) moet het vliegtuig theoretisch veilig kunnen stoppen voor het bereiken van einde van de start/landingsbaan. Boven deze beslissingssnelheid zal het vliegtuig zeer waarschijnlijk onvoldoende remweg over hebben om nog te stoppen. Daarom wordt normaal gesproken boven deze snelheid een start niet afgebroken.
Als er een ernstige storing optreedt of wordt vermoed boven V1, maar het vliegtuig tot vliegen in staat is, dan wordt de start voortgezet ondanks het (vermoedelijke) falen. Als de V1 snelheid bereikt is, heeft het toestel voldoende energie opgebouwd om zelfs bij een motorstoring (van maximaal 1 motor) voldoende snelheid te maken om op te stijgen en vrij van obstakels de start te kunnen voortzetten.
Vóórdat een take-off wordt begonnen wordt het autobrake-systeem van het vliegtuig, indien beschikbaar, ingesteld op de RTO-modus. Het autobrake-systeem zal automatisch maximaal remmen als boven een bepaalde snelheid het vermogen tot stationair wordt gereduceerd of als de straalomkering van de motor(en) wordt geactiveerd.
Het is niet ongewoon dat één of meer banden leeglopen tijdens een op hoge snelheid afgebroken start. Een inspectie van de banden, remmen en het onderstel kan dan ook nodig zijn nadat een afgebroken start is uitgevoerd. Bij een afgebroken start komt een grote hoeveelheid warmte vrij in de remmen door de omzetting van energie bij een op hoge snelheid afgebroken start. De hitte zorgt voor zeer grote toename van de bandenspanning in de banden waardoor een afgebroken start op hoge snelheid veelal leidt tot meerdere klapbanden.